# Frigg Dorsa
Frigg Dorsa zijn lage heuvelruggen op de planeet Venus. De Frigg Dorsa werden in 1985 genoemd naar Frigg, vrouw van Odin in de Noordse mythologie.
De richels hebben een lengte van 896 kilometer en bevinden zich in de quadrangles quadrangle Atalanta Planitia (V-4) en Nemesis Tesserae (V-13).